# Лавров Сергій Вікторович
Сергі́й Ві́кторович Лавро́в (рос. Сергей Викторович Лавров; нар. 21 березня 1950, Москва) — російський державний і політичний діяч. Міністр закордонних справ Росії з 9 березня 2004 року. Герой праці РФ (2020).
Обіймав цю посаду в кабінетах Михайла Фрадкова (2004—2007), Віктора Зубкова (2007—2008), Володимира Путіна (2008—2012) і двох кабінетах Дмитра Медведєва (2012—2020) і в кабінеті Михайла Мішустіна (2020 — дотепер). Член Ради безпеки РФ, посол Росії, заслужений працівник дипломатичної служби РФ. З 1972 року працював у системі МЗС СРСР і Росії. У 1994—2004 роках — постійний представник РФ при ООН і представник РФ в Раді безпеки ООН. 2006 року ввійшов до складу федерального оперативного штабу Національного антитерористичного комітету Росії, тоді ж протягом пів року займав пост голови комітету міністрів Ради Європи.
З 2022 року після російського вторгнення в Україну знаходиться під персональними санкціями Євросоюзу, США, Великої Британії, Канади, Австралії та Японії.

## Життєпис
Народився 21 березня 1950 року в Москві. Його батько вірменин із Тбілісі, мати — росіянка з Ногінська, була співробітницею Міністерства зовнішньої торгівлі СРСР. Прізвище батька спочатку було Калантарян.
Після школи вступив до Московський міжнародних відносин (МДІМВ) МЗС СРСР. Стажист, аташе Посольства СРСР в Шрі-Ланці. У МДІМВ вчився на східному відділенні факультету міжнародних відносин, практику проходив на Шрі-Ланці.
1972 року, після закінчення інституту, Лавров був направлений на роботу до посольства СРСР у Шрі-Ланці.
1976 року він повернувся до Москви, працював у відділі міжнародних економічних організацій МЗС СРСР. У 1981 році відправили до радянського постійного представництва при ООН.
1988 року Лавров знову повернувся до Москви, спочатку став заступником начальника Управління міжнародних економічних відносин МЗС Росії, потім — першим заступником і начальником цього управління.
1990 року його призначили директором Департаменту міжнародних організацій і глобальних проблем МЗС Росії.
У квітні 1992 року Лавров став заступником міністра МЗС РФ.
1994 року його призначили постійним представником РФ при ООН і представником РФ в Раді безпеки ООН.
У 1994—2004 роках — Постійний представник РФ при ООН.

## Міністр МЗС РФ

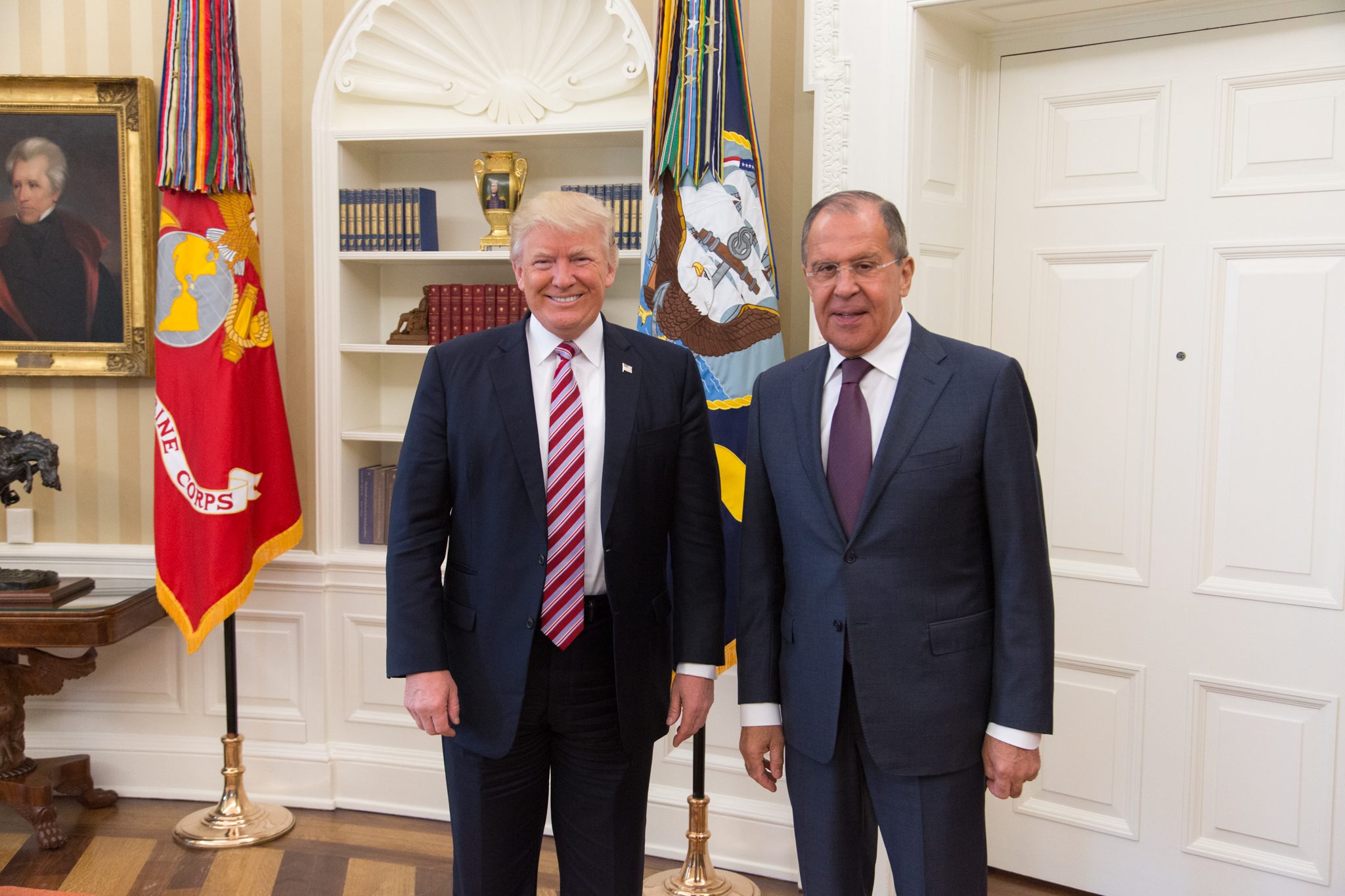
На зустрічі з Президентом США Дональдом Трампом, 10 травня 2017 року

9 березня 2004 року Лавров став міністром МЗС в уряді Фрадкова. Він декларував «врегулювання» конфліктів у Грузії і Молдові, протидія США з розміщення протиракетної оборони в Європі й наданню Косово незалежності.
З 11 січня 2010 року — член Урядової комісії з економічного розвитку й інтеграції.
З квітня 2004 року — голова Комісії Росії у справах ЮНЕСКО.
У травні 2006 року увійшов до складу штабу Національного антитерористичного комітету Росії, півроку був головою комітету міністрів Ради Європи, займався підготовкою саміту лідерів країн Великої вісімки в Санкт-Петербурзі під головуванням Росії, а 2007 року.
12 вересня 2007 року уряд Фрадкова пішов у відставку і Лавров став тимчасовим в.о. міністра МЗС, згодом його було призначено на цей пост у кабінеті Віктора Зубкова.
У березні 2008 року на президентських виборах переміг перший віцепрем'єр Дмитро Медведєв. 7 травня 2008 року він вступив на посаду президента Росії. 8 травня 2008 року на засіданні Держдуми Путін був затверджений прем'єром. 12 травня 2008 року Путін провів призначення в уряд РФ. Лавров зберіг за собою пост глави міністерства закордонних справ.
У серпні 2008 року, під час російсько-грузинської війни в Південній Осетії, брав участь у переговорах із грузинським МЗС і керівниками інших держав про «врегулювання» війни. Згодом МЗС РФ готувало тексти договорів «про дружбу і співпрацю» з визнаними Росією Південною Осетією й Абхазією.
21 травня 2012 року вкотре отримав портфель міністра після вступу на посаду президента Путіна.
18 травня 2018 року знову затверджений Міністром закордонних справ.
Згідно з опитуваннями, проведеними ВЦВГД, Сергій Лавров неодноразово входив у трійку найефективніших міністрів Уряду Російської Федерації.
Через 12 років перебування на посаді Газета.Ru характеризувала Лаврова як «імпозантного інтелектуала», який є, нарівні із Сергієм Шойгу, одним із найпопулярніших міністрів у країні.
За офіційною біографією, Лавров володіє англійською, французькою та сингальською мовами. Рівень володіння Лавровим англійською мовою деякими лінгвістами[якими?][джерело?] ставиться під сумнів.
Захоплюється рафтингом: сплавляється гірськими річками Алтаю разом із друзями — випускниками МДІМВ. Лавров — автор присвяченою рідному інституту пісні, що стала гімном МДІМВ.

### Російське вторгнення в Україну
1 травня 2022 року відповідав на питання про т. зв. «денацифікацію» України, якою керував президент етнічний єврей Зеленський, заявив: «Гітлер мав єврейську кров. Це нічого не означає. Мудрий єврейський народ каже, що найзапекліші антисеміти, як правило, євреї. У сім'ї не без виродку». Ця заява викликала різку реакцію МЗС Ізраїлю, куди викликали для роз'яснювальної розмови російського посла.
Глава МЗС Ізраїлю Яїр Лапід заявив, що слова Лаврова «не можна пробачати, вони обурливі та є грубою історичною помилкою». Слова Лаврова засудили й інші ізраїльські політики та організації, зокрема голова меморіалу Голокосту «<Яд Вашем» Дані Даян. Він сказав, що Лавров перетворив жертв на злочинців, висунувши хибне твердження у тому, що Гітлер був єврейського походження. Прем'єр-міністр Ізраїлю Нафталі Бенет назвав слова Лаврова брехнею, покликаною покласти відповідальність за знищення євреїв під час Другої світової війни на них самих. Бенет закликав негайно припинити використовувати посилання до Голокосту з політичною метою.. 4 травня головний рабин Росії Берл Лазар закликав міністра публічно вибачитися за те, що «євреї є найзапеклішими антисемітами». 5 травня прес-служба ізраїльського прем'єр-міністра повідомляла про вибачення Володимира Путіна за слова Лаврова, у російському прес-релізі залишили без уваги момент з приводу вибачень Путіна.
Заявляє, що Росія не нападала на Україну.
1 травня 2022 року в інтерв'ю італійській телевізійній мережі Rete 4 Лаврова запитали, чому Росія заявила, що їй потрібна «денацифікація» України, враховуючи, що укр. сам президент був євреєм. Лавров відповів, припустивши, що Адольф Гітлер, як і Володимир Зеленський, мав єврейську спадщину, сказавши: «Що стосується аргументу [Зеленського] про те, що може бути нацифікація, якщо я єврей, якщо я правильно пам'ятаю, І я можу помилятися, Гітлер також мав єврейську кров».

## Походження
Батько Лаврова тбіліський вірменин (Калантаров або Калантарян). 2005 року в Єревані Лавров заявив, що має «грузинське коріння і вірменську кров».
Матір була співробітницею Міністерства зовнішньої торгівлі СРСР. На сайті МЗС Росії вказується, що Лавров — росіянин.

## Сім'я
- Дружина Марія Олександрівна[16]
- Донька — Катерина Винокурова[17], живе в США[18], на її статки накладено санкції багатьох країн. Одружена з Винокуровим Олександром Семеновичем[19]
- Сват — Винокуров Семен Леонідович[20]
- Падчерка — Ковальова Поліна Костянтинівна[21]
- Принаймні з 2002 року Лавров живе з коханкою Світланою Поляковою.[22][23] Він влаштував її з родичами на роботу до МЗС Росії. Пасербиця Лаврова і Світлани Поліна отримала громадянство Британії і купила квартиру за 4 млн фунтів в Лондоні. Всі вони використовують літаки, яхти та нерухомість російського олігарха Олега Дерипаски[24].

## Заяви
Лавров не побачив знущань над заручниками на так званому «параді», що провели російські терористи 24 серпня 2014 року в Донецьку.
У лютому 2015 року під час 51-ї Мюнхенської конференції з безпеки у концентрованому вигляді виклав російську точку зору на війну в Україні. Як зазначає джерело, ця його заява «суперечить законам логіки і здоровому глузду» та викликала сміх у залі.
14 листопада 2022 Associated Press повідомило з посиланням на офіційних осіб Індонезії, що Лавров був госпіталізований із захворюванням серця. Згодом помічник опублікував у Telegram відео, на якому показано, як Лавров сміється над такими повідомленнями зі свого готелю на Балі, стверджуючи, що західні ЗМІ винні у «якісь грі».
28 грудня 2022 в ефірі національного телебачення Лавров заявив: «Я переконаний, що завдяки нашій наполегливості, терпінню і цілеспрямованості ми відстоюємо благородні цілі, життєво важливі для нашого народу і нашої країни». Він також заявив: «Наш абсолютний пріоритет — це чотири нові російські регіони». Він також заявив, що мирні переговори з Україною відновляться, лише якщо вона визнає анексію чотирьох регіонів лише частково окупованими: «Вони повинні звільнитися від загрози нацифікації, з якою вони стикалися протягом багато років».
4 березня 2023 року ВВС повідомило, що після зустрічі міністрів закордонних справ G20 у Делі учасники конференції посміялися над Лавровим після того, як він сказав, що війну з Україною «розв'язано проти нас». Лавров заявив, що Росія намагається зупинити війну в Україні, яка почалася після її власного повномасштабного вторгнення в лютому 2022 року. Також було опубліковано відеозапис інциденту, а на аудіо можна почути сміх.

## Манери
Перед початком офіційної зустрічі в Москві з держсекретарем США Рексом Тіллерсоном 12 квітня 2017 р., на запитання акредитованої американської журналістки NBC News Андреи Мітчел про бомбардування хімічною зброєю в Сирії він відповів:

| — Who was bringing you up? Who was giving you your manners? / укр. Хто вас виховував? Хто виховував вам такі манери?[30] |

### Використання ненормативної лексики
- 9 вересня 2008 під час телефонної розмови з головою МЗС Великої Британії Девідом Мілібендом Лавров заявив:

| — Who are you to fucking lecture me? / укр. Хто ти такий, б...ь, щоб мене вчити?[31] |
- З заяви Лаврова від 22 листопада 2014:

| — Західні партнери на Україні взяти нас «на понт» хотіли.[32] |
- 11 серпня 2015 на офіційній зустрічі з міністром закордонних справ Саудівської Аравії Аделем аль-Джубейром, під час промови останнього на пресконференції Лавров також використав «недипломатичну лексику». Він упівголоса сказав перед мікрофоном:

| — Дебіли, бл..ь.[33][34][35]. |Кого саме мав на увазі відомий своєю «витриманістю» Лавров — лишилося нез'ясованим.
Оскільки зустріч транслювалася в прямому ефірі, цей вислів потрапив у мережу, де коментувався російськомовною спільнотою та експертами. Представниця МЗС РФ Марія Захарова поквапилася спростувати цей уже не перший факт використання ненормативної лексики своїм шефом.

## Факти
Пише вірші. Автор гімна МГІМО.

## Нагороди
- 2024 — Національний орден, вища державна нагорода Буркіна-Фасо[40]
- 2025 — Орден Святого апостола Андрія Первозваного, вища державна нагорода Російської Федерації[41][42]